# Miłoszyce (Jelcz-Laskowice)
Miłoszyce (deutsch: Meleschwitz, 1937–1945 Fünfteichen) ist ein Ort in der Stadt- und Landgemeinde Jelcz-Laskowice im Powiat Oławski der Woiwodschaft Niederschlesien in Polen.

## Geographie
Das Angerdorf Miłoszyce liegt drei Kilometer nordwestlich von Jelcz-Laskowice (Jeltsch-Laskowitz), ca. 15 Kilometer nordöstlich von Oława (Ohlau) und rund 25 Kilometer südöstlich von Breslau in der Schlesischen Tiefebene (Schlesische Tiefebene). Es ist von weitläufigen Waldgebieten umgeben und liegt an der Bahnstrecke Opole–Jelcz-Laskowice.
Nachbarorte von Miłoszyce sind im Norden Dziuplina (Daupe) und im Südosten Jelcz-Laskowice.

## Geschichte

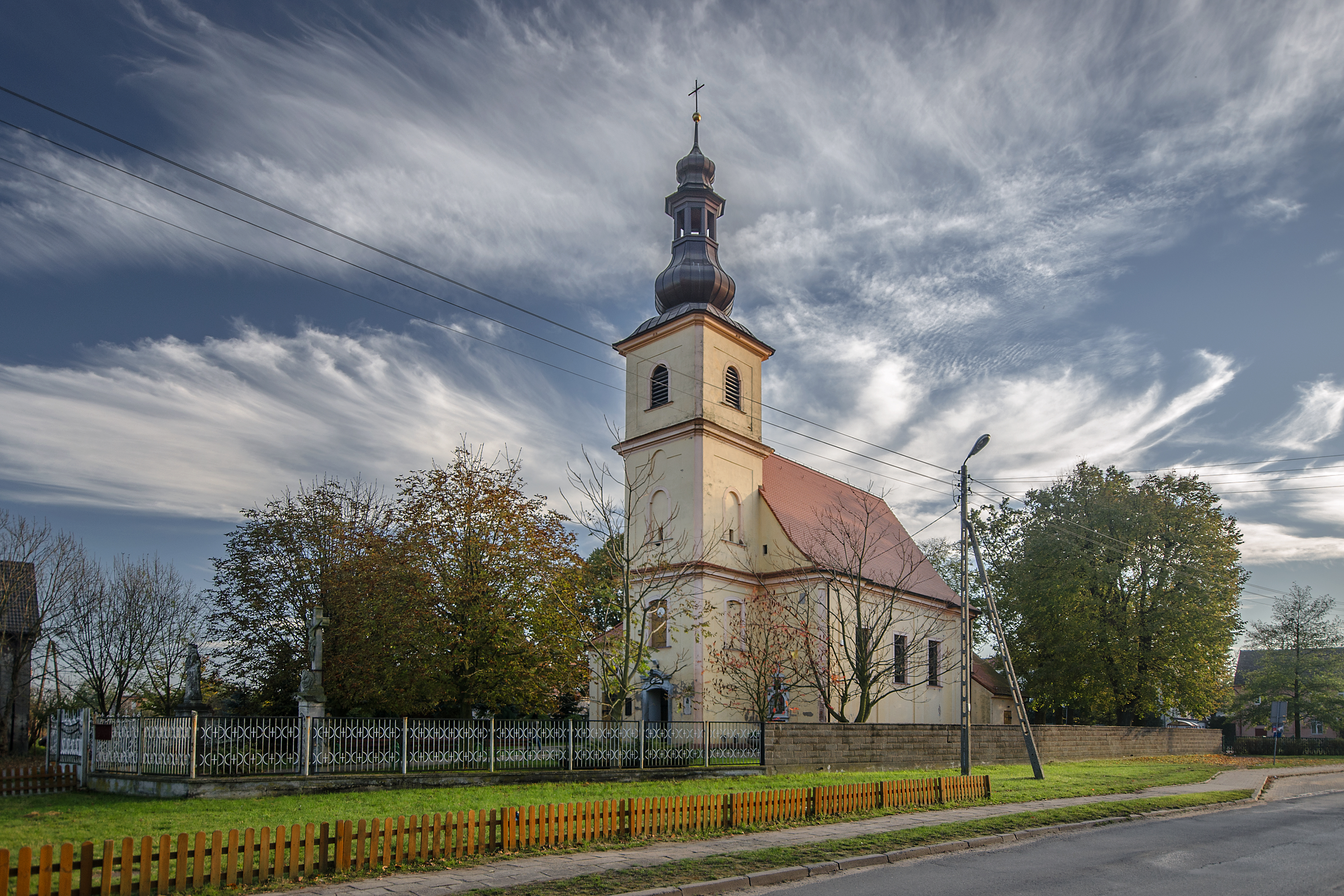
Nikolauskirche

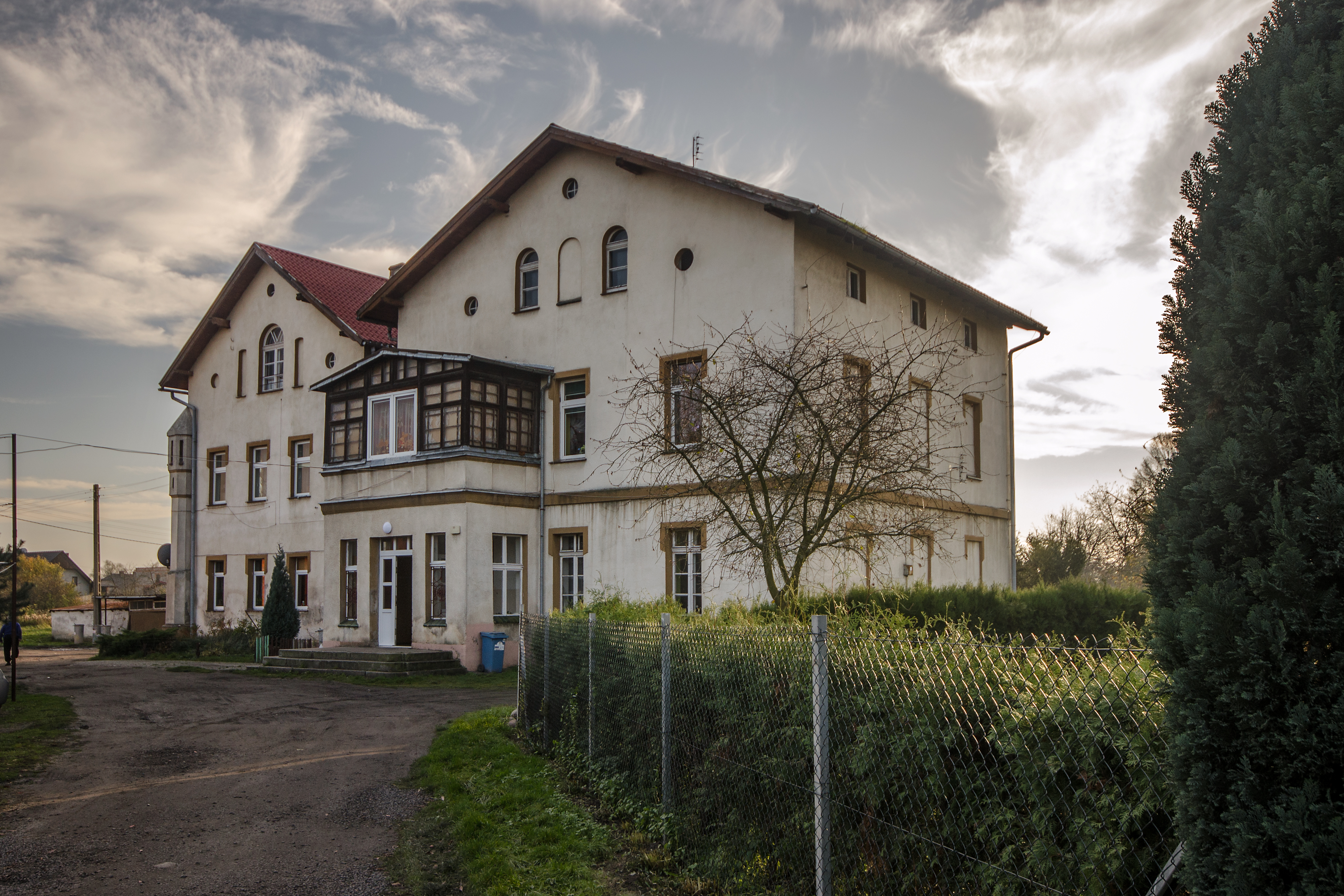
Gutshaus

Nach dem Ersten Schlesischen Krieg 1742 fiel Meleschwitz zusammen mit dem größten Teil Schlesiens an Preußen. 
Nach der Neugliederung Preußens gehörte die Landgemeinde Meleschwitz ab 1815 zur Provinz Schlesien und war ab 1816 dem Landkreis Breslau eingegliedert. 1874 wurde der Amtsbezirk Minken gegründet, welcher die Landgemeinden Clarencranst, Mariencranst und Meleschwitz und den Gutsbezirken Daupe und Meleschwitz umfasste. Erster Amtsvorsteher war der Gutsbesitzer Ferdinand Wandrey in Meleschwitz. 1885 zählte der Ort 702 Einwohner.
1933 zählte Meleschwitz 998 Einwohner. Am 26. Januar 1937 wurde der Ortsname in Fünfteichen geändert. 1939 lebten 1014 Menschen im Ort. Bis 1945 befand sich der Ort im Landkreis Breslau. Während des Zweiten Weltkriegs errichteten und betrieben die Deutschen ab Oktober 1943 hier das größte Außenlager des Konzentrationslagers Groß-Rosen. Über 6.000 Männer, vor allem Polen, aber auch Juden, Franzosen, Belgier, Holländer, Tschechen, Russen, Kroaten waren als Zwangsarbeiter inhaftiert.  Insgesamt starben im Lager rund 2.000 Menschen.  Im Januar 1945 evakuierten die Deutschen die meisten Häftlinge in einem „Todesmarsch“ nach Groß-Rosen, bei dem rund 1.000 Häftlinge ebenfalls an den Folgen von Hinrichtungen und Kälte starben. Etwa 300 kranke Häftlinge verblieben im Lagerlazarett, wo sie am 23. Januar 1945 von der Roten Armee befreit wurden.
Als Folge des Zweiten Weltkriegs fiel Meleschwitz wie fast ganz Schlesien 1945 an Polen, wurde in Miłoszyce umbenannt und der Woiwodschaft Breslau angegliedert. Die deutsche Bevölkerung wurde, soweit sie nicht vorher geflohen war, weitgehend vertrieben. Die neu angesiedelten Bewohner waren zum Teil Heimatvertriebene aus Ostpolen. 1999 kam der Ort zum Powiat Oławski in der Woiwodschaft Niederschlesien. 

## Sehenswürdigkeiten
- Die römisch-katholische Nikolauskirche (poln. Kościół św. Mikołaja) wurde zwischen 1714 und 1716 errichtet.[6]
- Denkmal für die Gefallenen des Ersten Weltkriegs
- Gutshaus Meleschwitz
- Steinerne Wegekreuze
- Bildstock
- Hölzernes Wegekreuz
- Dorfteich
- Empfangsgebäude Bahnhof Miłoszyce

## Vereine
- Fußballverein LKS Polonia Miłoszyce